# Lovaglás
A lovaglás haladó lovon végzett mozgástevékenység: a ló irányítása, egyensúlyozás és együttes ritmikus mozgás. Korábban elterjedt közlekedési mód volt, a mai világban már többen csak kedvtelésből, hagyományőrzés vagy sport céljából űzik. Ez utóbbinak komoly hagyománnyal rendelkező versenyeket rendeznek és számos lovassportág terjedt el.
A lovaglás élménydús tevékenység, amely a test összes izmát megmozgatja, a lovas lelkére is hat, és folyamatos koncentrációt igényel. A kikapcsolódás mellett a lovaglás használható terápiás célokra is, a fizikai és szellemi állapot javítása révén pozitív hatással van a gyermekek fejlődésére, számos területen alkalmazható (autizmus, fogyatékkal élők, hiperaktivitás, szorongás, mozgáskoordináció és koncentrációképesség javítása).

## A lovaglás története

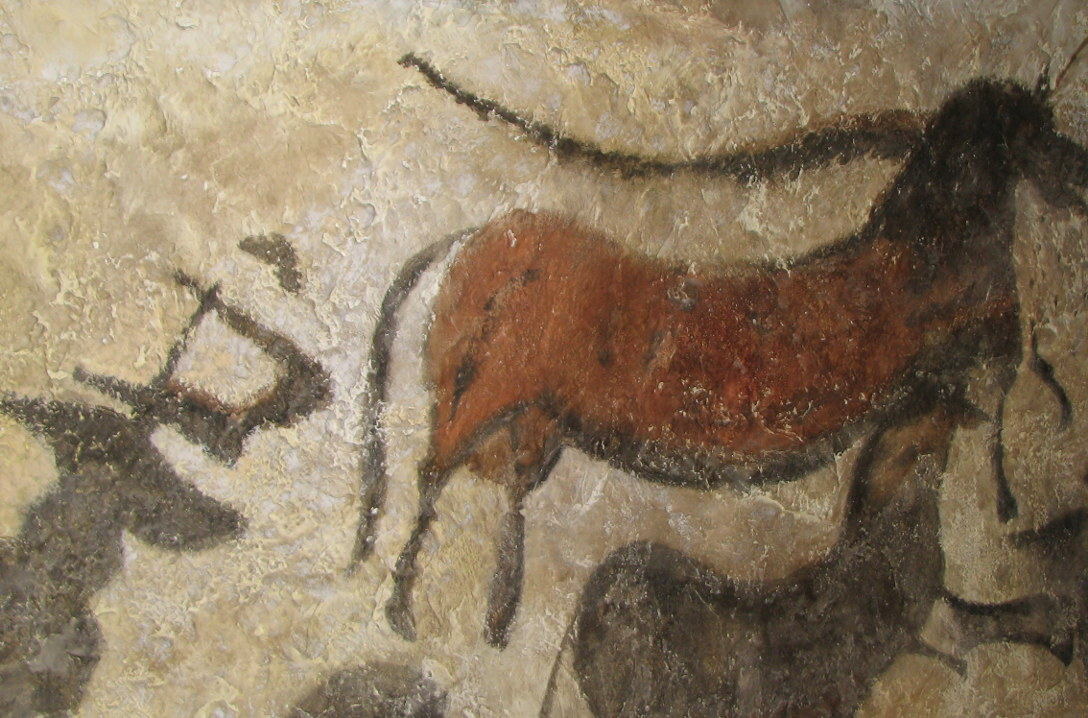
Barlangrajz

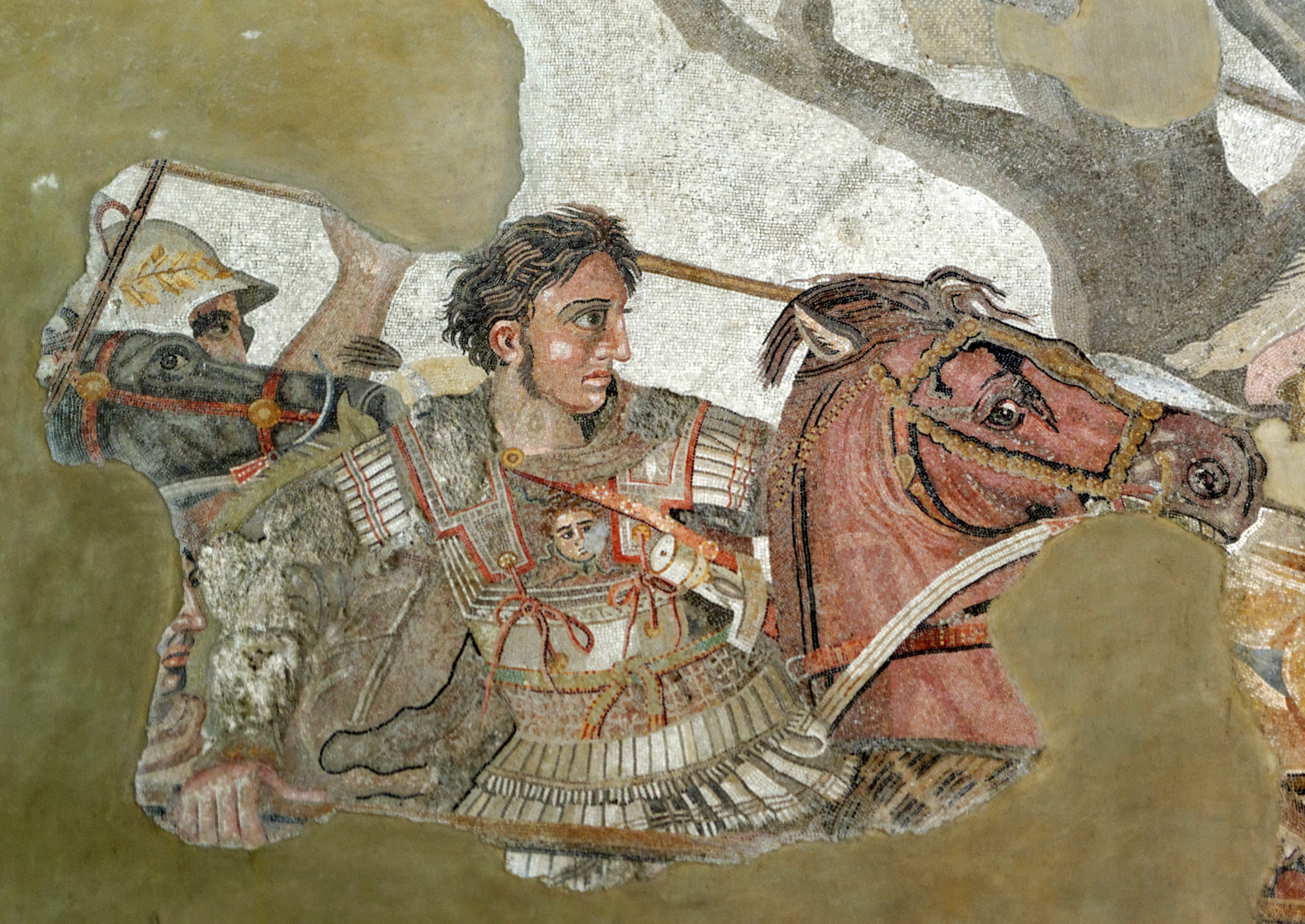
Nagy Sándor és lova, Bukephalosz

Az ember történelmi fejlődése szorosan összekapcsolódik a lovak fejlődéstörténetével. A lovak ábrázolását és később a lovagló ember ábrázolását barlangrajzokon figyelhetjük meg először. A lovas és a ló együttese később megjelenik festett edényeken, agyagtáblákon, szobrokon is. A ló háziasításához kapcsolódó első régészeti leletek a mai Ukrajna területéről származnak i. e. körülbelül 4000-ből.
Az ősemberek a lovat eleinte húsáért, bőréért vadászták, később a fogságba ejtett állatok az ember környezetét megszokva kezessé váltak és alkalmasakká arra, hogy terhet, később magát az embert hordjanak a hátukon. I. e. 2000-ben már harci szekerek húzására használtak a lovakat. Hátaslóként való hasznosításuk első i. e. 1200-ból származnak.
Lótartással legelőször az eurázsiai sztyeppéken élő nomád népek foglalkoztak, a leghíresebb lovas nép a mongol volt. A ló katonai jelentőségét a nagy hódító, Nagy Sándor is felismerte, az ő lova, Bukephalosz volt az első ló, amelyről történetek maradtak fent.

## A lóversenyzés története

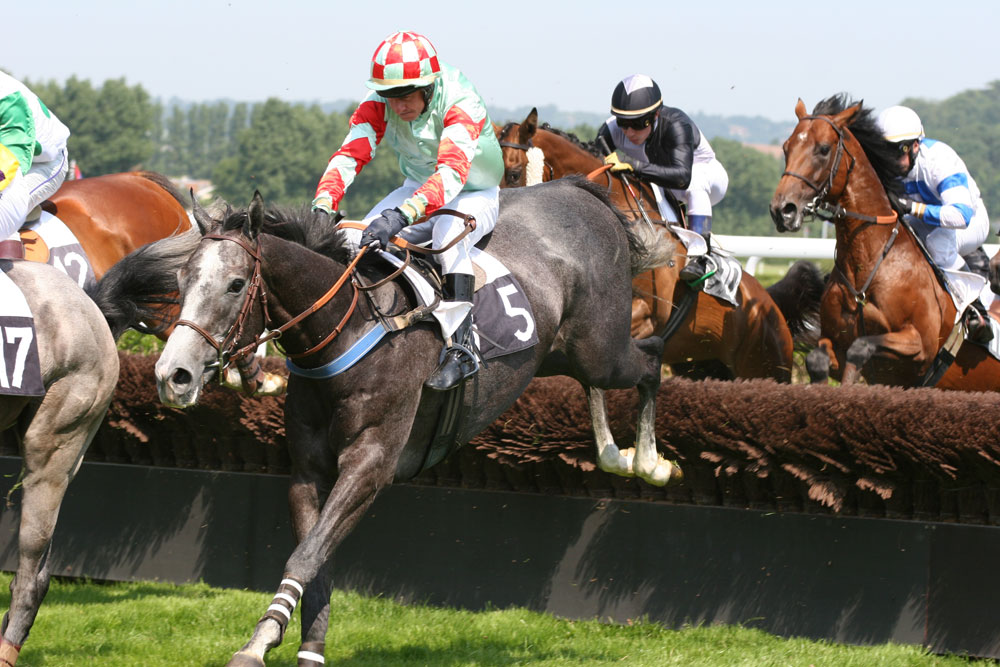
Akadályverseny,
Deauville-Clairefontaine hippodrom
Helyszín:

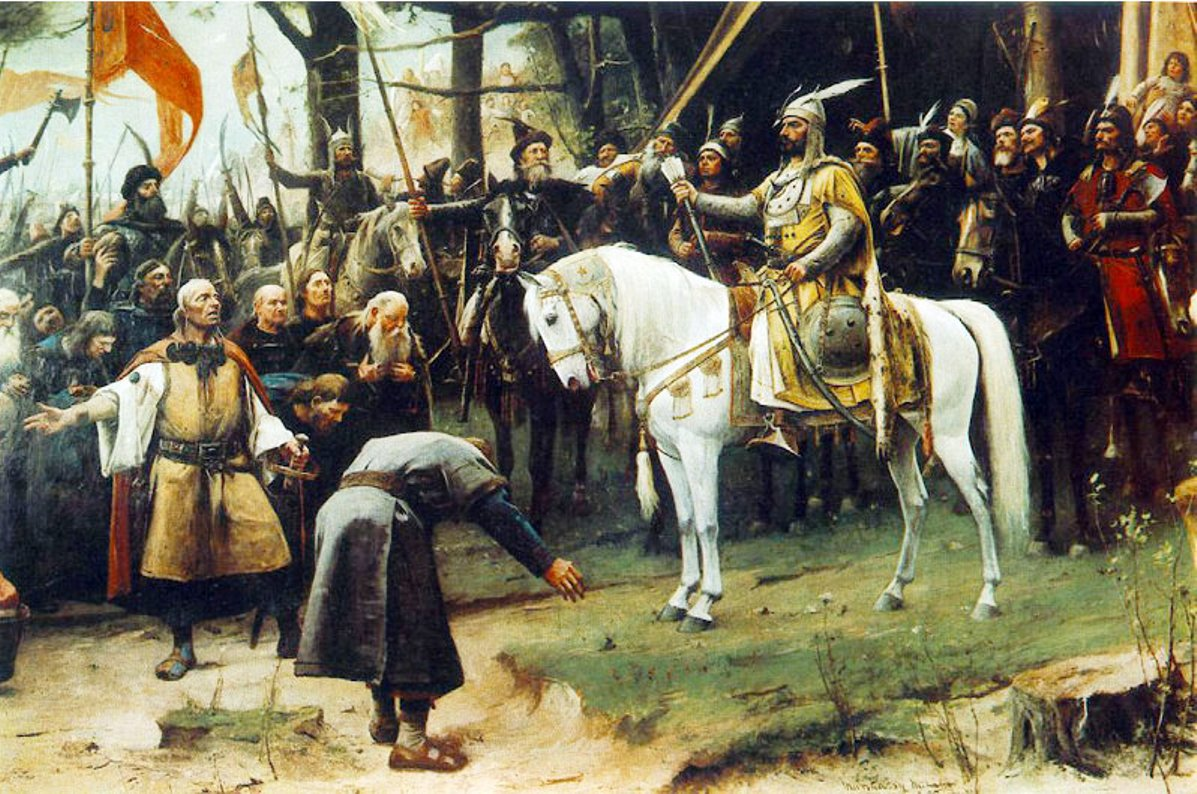
Munkácsy festménye a honfoglalásról (Országház)

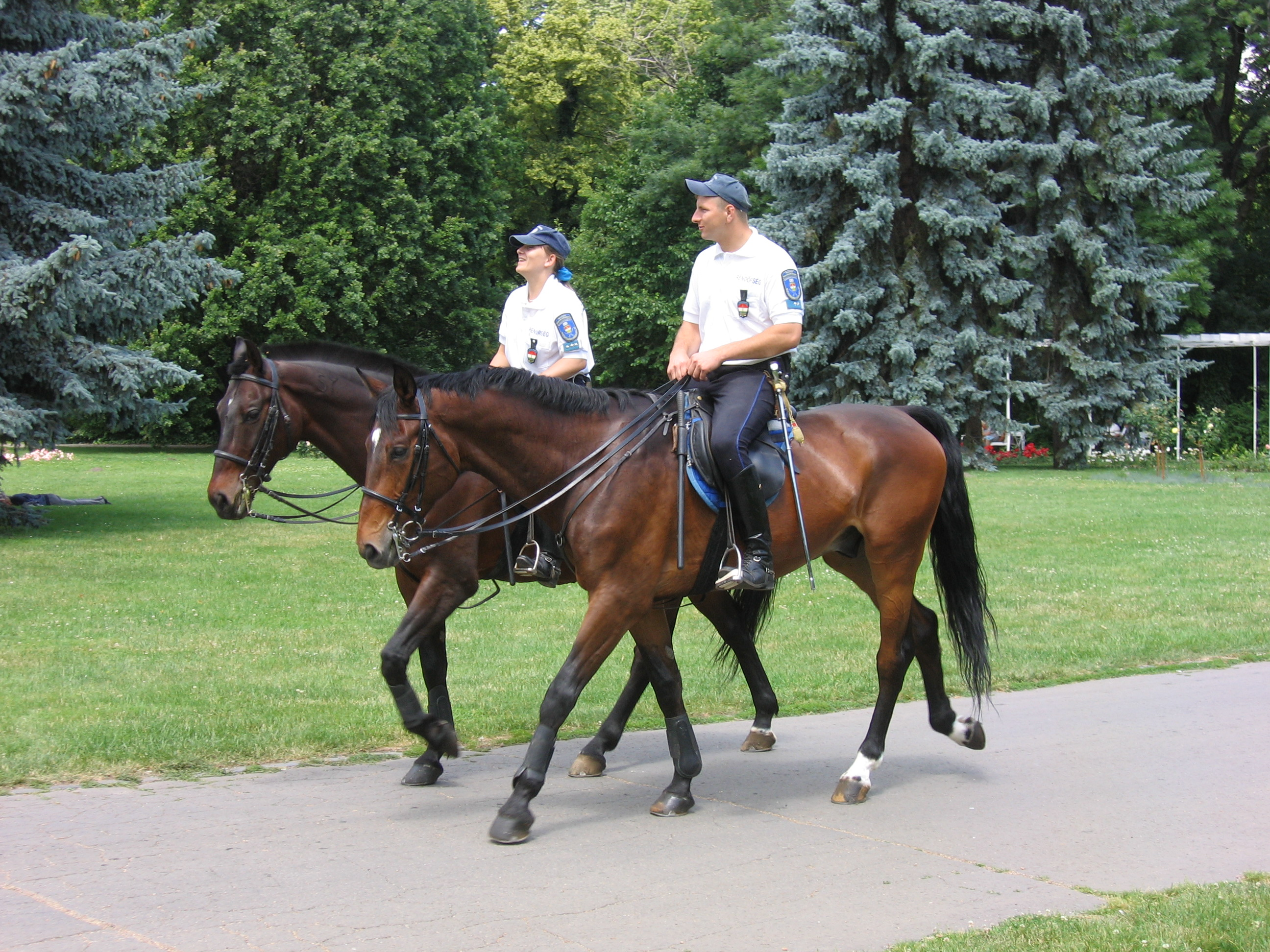
Magyar lovasrendőrök Budapesten

Hazánkban a lóversenyzés nyugati mintáját gróf Széchenyi István és báró Wesselényi Miklós munkássága honosította és valósította meg. A mai lóversenyzés Angliából származik, itt rendezték meg hagyományosan a Derbyt, amely oly népszerű, hogy a derbinapon még az angol parlament is felfüggeszti ülését. Az első Derbyt 1780-ban futották. Maga a derby név onnan származik, hogy 1779-ben a Jockey Club elnöke, Sir Charles Bunbury és Lord Derby elhatározták, hogy versenyt írnak ki hároméves mének és kancák számára. A névadást „fej vagy írás” döntötte el Lord Derby javára, így az ő nevét nyerték el a versenyek.
- Galopp versenyzés: A galopp versenyekben a lovak vágtában futnak a cél felé, nyergükben a zsoké irányításával. Leginkább angol telivérek vesznek részt a versenyeken, amely kimondottan erre a feladatra kitenyésztett lófajta. Megkülönböztetünk sík és ugró versenyeket, az utóbbinál gátak illetve akadályok nehezítik a célba jutást.
- Ügetőversenyzés: A hajtó versenykocsiban ül. A hajtó a kapcsolatot a lóval a szárral és az ostorral tartja, és ügyelnie kell rá, hogy a ló végig a lehető leggyorsabb ügető járómódban versenyezzen. Erre a versenyfajtára tenyésztették ki az ügetőló fajtát. Az ügetőversenyzés nem rendelkezik olyan nagy hagyományokkal, mint a galopp. Magyarországon az 1850-es években rendezték az első versenyeket.

A versenyek a ló ugrókészségét, képességét, ügyességét és engedelmességét, a versenyző lovas tudását teszik próbára különböző feltételek mellett. A nemzetközi előrejutáshoz a hazai versenyzőknek rendkívüli fontosságú, hogy megfelelő színvonalú, jó minőségű, nívós pályákon készülhessenek a külföldi megmérettetésekre.

### Az angol nyereg részei
- Első kápa,
- Hátsó kápa,
- Markamra,
- Marvas,
- Ülőlap,
- Nyeregpárna,
- Kis nyeregszárny
- Kengyellakat,
- Kengyelszíj
- Kengyelvas,
- Talpgumi,
- Térdtámasz,
- Nagy nyeregszárny,
- Felrántószíjak,
- Heveder

### Az angol stílusú lovas felszerelése
- Csizma
- Lovaglónadrág
- Lovaglópálca
- Kobak
- Chaps (cipővel, ha nincs csizma)
- Kesztyű

### Díjlovagló ill. díjugrató versenyen kötelező viselet
- Kobak vagy cilinder
- Fehér nadrág
- Ing vagy blúz
- Zakó
- Nyakkendő vagy nyakkendő plasztron

### A lovas felszerelése
- Csizma
- Lovaglónadrág
- Lovaglópálca
- Kobak

A legtöbb lovasboltban lovasruházat és különféle lovasfelszerelések is vannak – angol lovas illetve western lovas stílusban.
A nyereg legfontosabb része a kengyel. A kengyel három részből áll. Ezek a kengyelvas, amibe a lábunkat dugjuk, a kengyelszíj és a kengyellakat. A nyereg első része az első nyeregkápa. A leghátsó pedig a hátsó nyeregkápa. A középső „mély” rész az ülőrész.

### A helyes ülés
A lovaglás megtanulásának alapja a helyes ülés elsajátítása. A lovas az első nyeregkápához közel ül. A testtartás egyenes, azaz a fej, a láb és a sarkak egy vonalban vannak egymással. A vállakat egyenesen, lazán leengedve hátul tartják, a fejet felemelve, egyenesen. A lovas a ló két füle között néz ki. A combok és a térdek belső felületükkel simulnak a ló oldalához. A lábszárak térdben kissé hajlítva, szabadon lógnak a ló oldala mellett. Csizmasegítséget úgy adhat a lovas, hogy a ló legjobban kidudorodó hasrészéhez nyomja a lábszárát. Ha a boka ellazult, gyorsabb iramban elveszítheti a kengyelt. A lábfejek úgy irányulnak kissé befelé és felfelé, hogy a sarok lesz a test legmélyebb pontja. A lábujjak érintkeznek a kengyelvassal.

### A jármódok
A ló testét előremozdító erő a hátulsó végtagokból származik, míg az elülső végtagok szerepe az elmozduló test megfelelő alátámasztása. A hátulsó végtagok sokkal tömegesebbek, izmosabbak az elsőknél. 
- Lépés: A ló legnyugodtabb, leglassúbb járásmódja, a lábak meghatározott sorrendben egymás után hagyják el, majd érintik újra a talajt.
- Ügetés:[3] Olyan kétütemű mozgásforma, melynél az egymáshoz viszonyítva átlósan elhelyezkedő lábpárok egyszerre lendülnek a levegőbe, egyszerre érnek talajt.
- Vágta (Galopp): Egymást követő ugrások sorozatából álló, háromütemű járásmód. Két vágtaugrás között egy láb sem érinti a földet.